# Allyson Felix
Allyson Felix, född den 18 november 1985 i Los Angeles, USA är en pensionerad amerikansk friidrottare som huvudsakligen tävlade på 200 meter och 400 meter.

## Biografi
Felix slog igenom vid OS 2004 i Aten där hon blev silvermedaljör bakom Veronica Campbell på 200 meter. Året efter vid VM i Helsingfors vann Felix guld på tiden 22,16 före landsmaninnan Rachelle Boone-Smith (22,31) och Frankrikes Christine Arron (22,31). På VM 2007 i Osaka vann Felix med hela 53 hundradelar till Veronica Campbell. Hon försvarade därmed sin världsmästartitel. Felix segertid 21,81 innebar nytt personligt rekord och var den snabbaste tiden på distansen på sju år.
Felix deltog vid Olympiska sommarspelen 2008 i Peking där hon blev tvåa bakom Veronica Campbell-Brown på 200 meter på tiden 21,93. Hon deltog även i det amerikanska laget på 4 x 400 meter som vann olympiskt guld.
Vid friidrotts-VM i Berlin 2009 vann Felix guld på 200 m med tiden 22,02. Hon blev därmed historisk som den första att vinna tre VM-guld på distansen.
Vid de olympiska spelen 2012 deltog Felix på 100 meter och 200 meter. Hon slutade femma i 100-metersfinalen och vann ett efterlängtat OS-guld på 200 meter. I både den korta och långa stafetten vann Felix guld med sina landsmaninnor.
Världsmästerskapen 2013 i Moskva slutade inte alls bra för henne då hon fick en muskelbristning 50 meter in i 200-metersfinalen. Hon var skadad i ett halvår och kom tillbaka säsongen därpå.
Vid OS 2016 i Rio de Janeiro förlorade Allyson Felix 400 metersfinalen knappt. Hennes motståndare Shaunae Miller dök över mållinjen och knep titeln. Felix var djupt besviken och förkrossad.
I november 2018 födde hon sin dotter Cameryn och 10 månader senare slog hon Usain Bolts rekord med 12 guld i världsmästerskapen, efter att ha vunnit två stafettguld.
Vid olympiska sommarspelen 2020 i Tokyo tog Felix brons på 400 meter och var en del av USA:s lag som tog guld på 4×400 meter. Det var Felix 10:e och 11:e medalj vid OS och hon gick om Carl Lewis som den amerikanska friidrottare som tagit flest medaljer vid ett OS.
Hennes tränare är Bob Kersee som tidigare har tränat bland andra Florence Griffith Joyner.
I april 2022 meddelade hon att den stundande säsongen blir hennes sista. I juli 2022 vid VM i Eugene var Felix en del av USA:s lag som tog brons på 4×400 meter mixstafett, vilket var hennes totalt 19:e VM-medalj. Hon tog vid mästerskapen även guld med laget på långa damstafetten – hennes 14:e VM-guld och 20:e VM-medalj totalt.

## Personliga rekord
- 100 meter: 10,89, London, 4 augusti 2012
- 200 meter: 21,69, Eugene, 30 juni 2012
- 400 meter: 49,26, Beijing, 27 augusti 2015